# Cá heo cảng
Cá heo cảng (tên khoa học Phocoena phocoena) là một trong 6 loài cá heo chuột. Đây là một trong những động vật có vú biển nhất. Như tên gọi của nó, nó ở gần các khu vực ven biển, cửa sông, và như vậy, là cá heo quen thuộc nhất đối với những người xem cá heo. Cá heo này thường bơi ngược lên dòng sông, và có được nhìn thấy sâu trong đất liền cách bờ biển hàng trăm dặm. Cảng cá heo có thể là đa kiểu, với địa lý quần thể riêng biệt đại diện cho các giống khác biệt: "P. p. phocoena "ở Bắc Đại Tây Dương và Tây Phi, P. p. relicta tại Biển Đen và biển Azov, một quần thể không có tên ở phía tây bắc Thái Bình Dương và P. p. vomerina "trong vùng đông bắc Thái Bình Dương.

## Hình ảnh

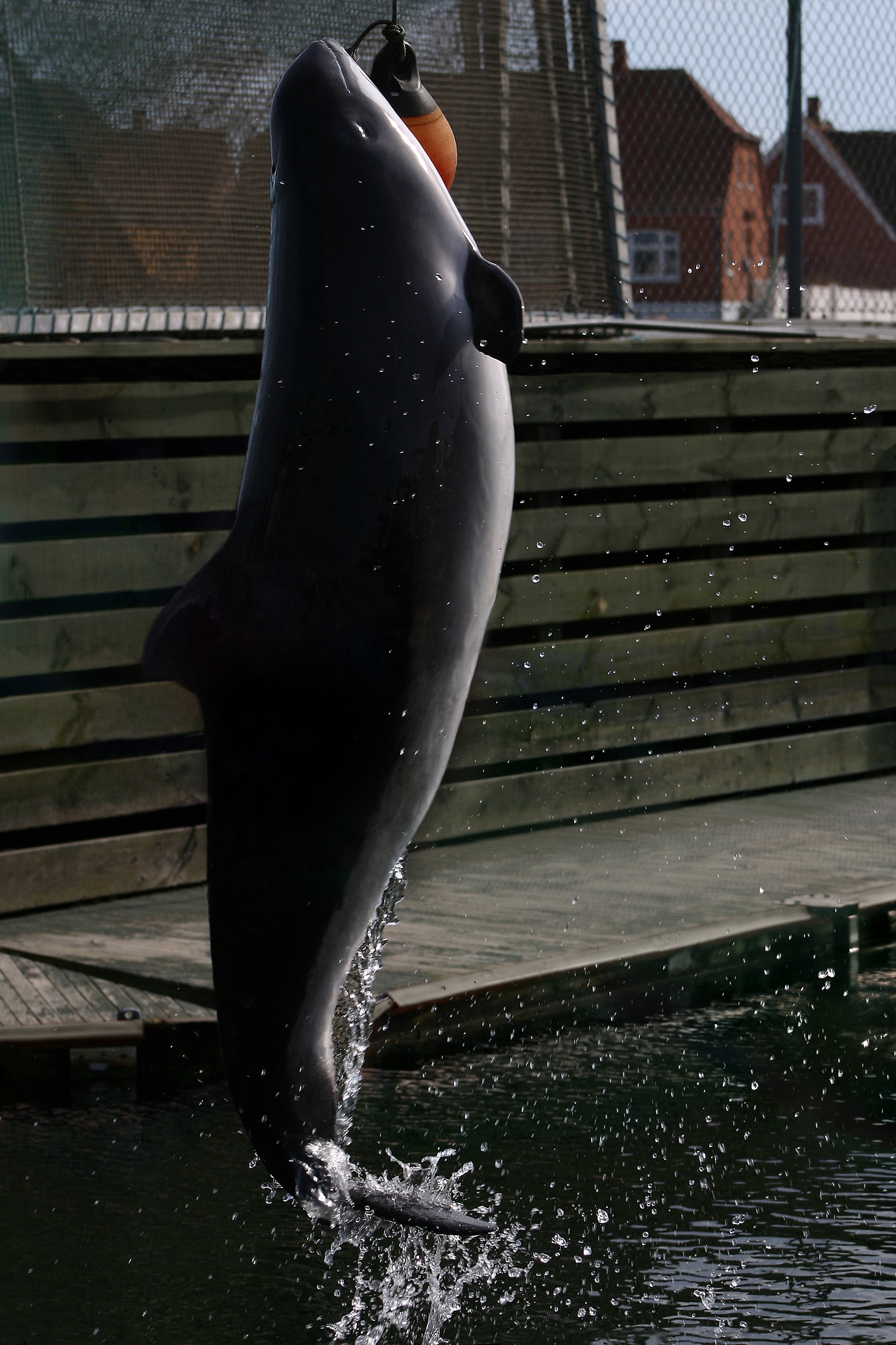
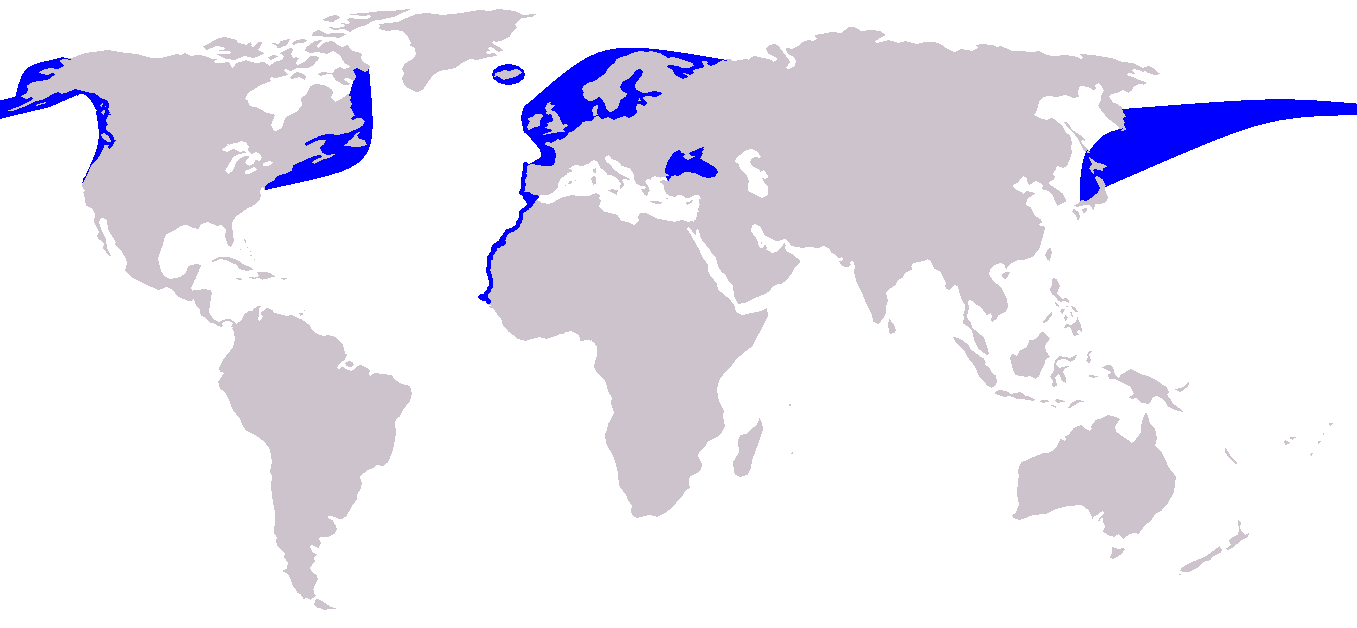
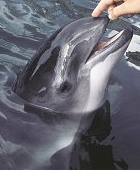
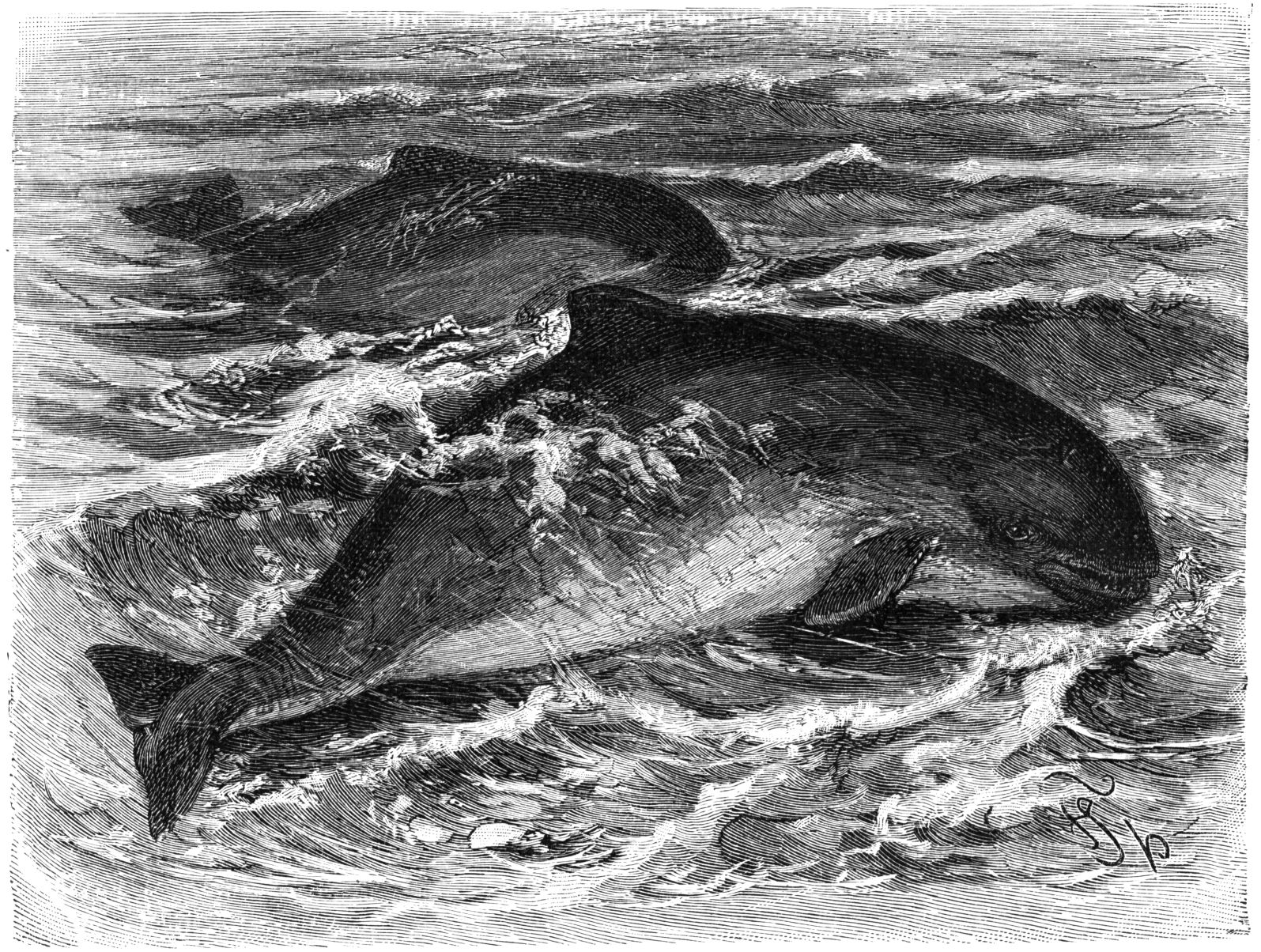
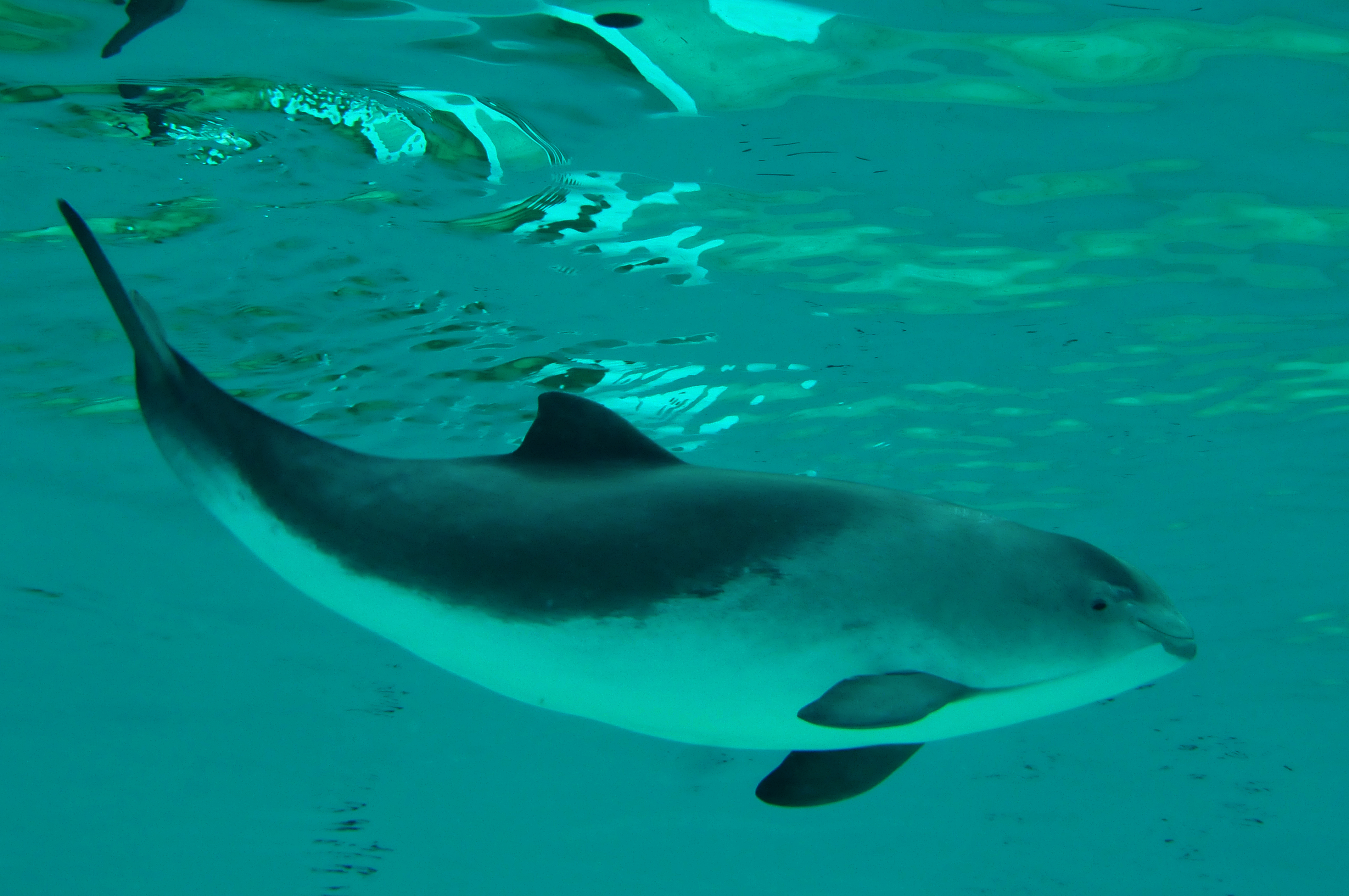
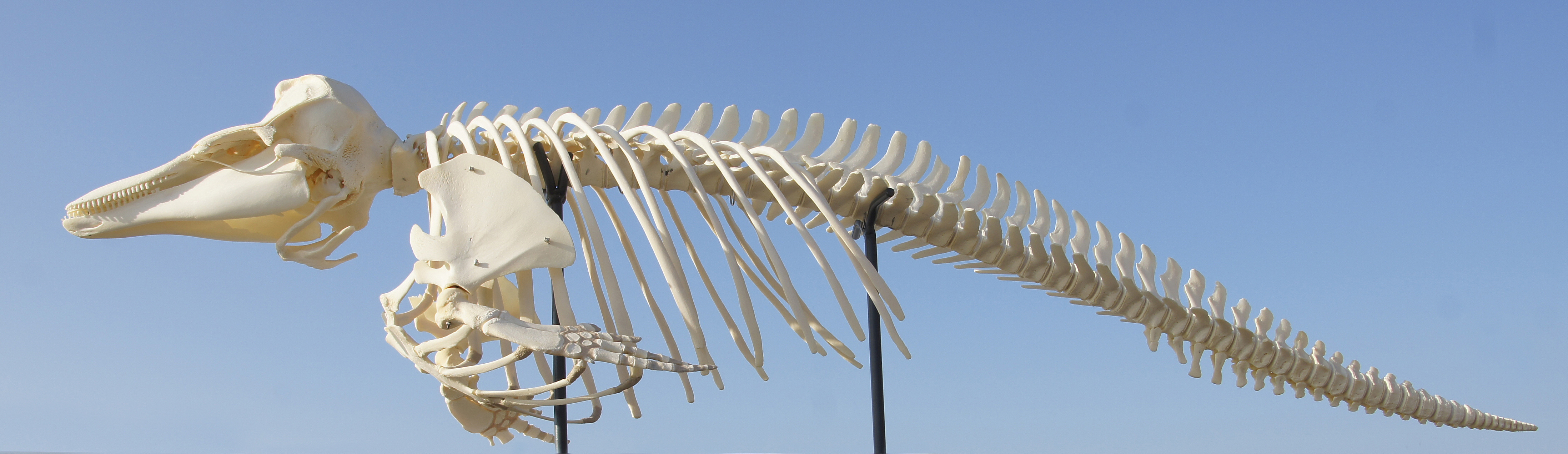
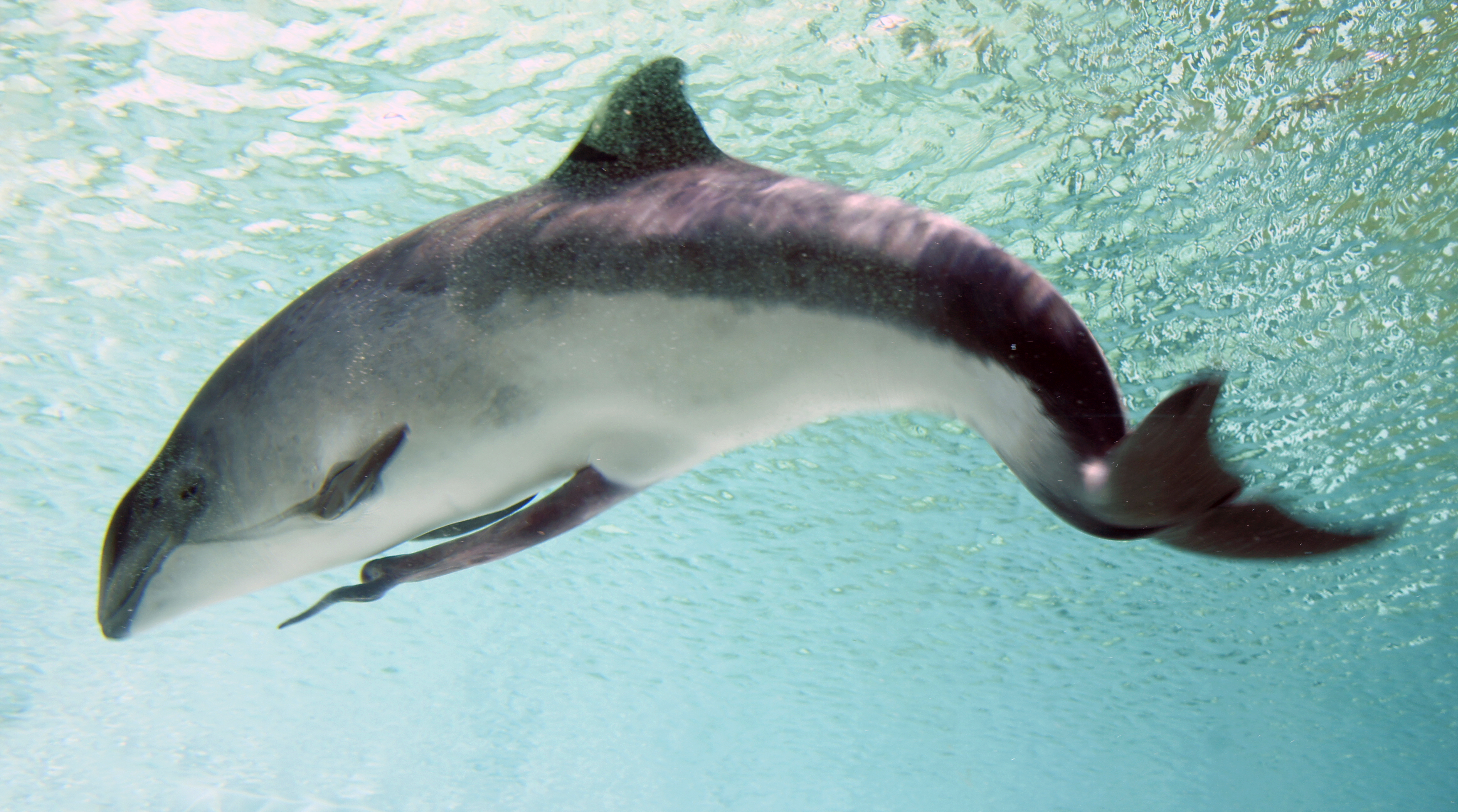